# زوي آفريل
زوي آفريل (بالفرنسية: Zoë Avril)‏ هي مغنية فرنسية، ولدت في 7 أكتوبر 1980 في نانت في فرنسا.

## وصلات خارجية
- زوي آفريل على موقع ميوزك برينز (الإنجليزية)
- زوي آفريل على موقع أول ميوزيك (الإنجليزية)
- زوي آفريل على موقع ديسكوغز (الإنجليزية)